# Sadd el-Kafara
Sadd el-Kafara (« barrage des infidèles ») est un barrage en maçonnerie, construit en remblai sur le Ouadi al-Garawi à dix kilomètres au sud-est de Helwan dans le gouvernorat de Helwan en Égypte.
Le barrage a été construit dans la première moitié du IIIe millénaire av. J.-C. par les anciens égyptiens pour contrôler les inondations. Il est le plus ancien barrage de cette taille au monde,,.
Jamais achevé, le barrage a été en construction pendant 10-12 ans avant d'être détruit par une crue. Il a été redécouvert par Georg Schweinfurth en 1885.

## Spécifications
Le barrage n'a pas été terminé. Il mesurait environ cent-onze mètres de long et quatorze mètres de haut, avec une largeur de base de quatre-vingt-dix-huit mètres et une largeur de crête de cinquante-six mètres.
Le noyau du barrage mesurait trente-deux mètres de large et était constitué de 60 000 tonnes de terre et d'enrochement. Autour du noyau se trouvaient deux murs de couches de moellons et d'enrochements remplis de manière lâche. Le mur aval mesurait environ trente-sept mètres de large, le mur amont environ vingt-neuf mètres de large et ils englobaient 2 900 m3 de matériaux.
Le barrage était entouré de murs amont et aval faits de pierres de taille en calcaire. Les pierres de taille ont été posées sans mortier en rangées étagées.
Chaque pierre de taille mesurait approximativement trente centimètres de haut, quarante-cinq centimètres de large, quatre-vingt centimètres de long et pesait approximativement cinquante kilogrammes.

## Destruction
En raison de l'érosion de la face aval du barrage incomplet et de l'absence d'un déversoir, on pense qu'une inondation l'a détruit.
De plus, il n'y a aucune preuve d'une tranchée ou d'un tunnel qui aurait détourné l'eau dans l'oued autour du site de construction. La construction du côté amont du barrage était pratiquement terminée, mais le côté aval était beaucoup moins développé.
La crête du barrage était inclinée vers le centre, ce que les ingénieurs avaient peut-être l'intention d'utiliser comme déversoir. Cependant, comme le sommet du barrage n'était pas coiffé, il n'était pas protégé des eaux de crue qui débordaient de la crête.
La proximité du barrage avec le Nil fertile et la distance des populations indiquent qu'il a été construit pour se protéger contre de tels événements, similaires à ceux qui se produisent encore aujourd'hui.
S'il avait été achevé, le barrage aurait stocké 465 000 m3 - 625 000 m3 d'eau et la crue aurait provoqué l'inondation du réservoir dans les oueds parallèles adjacents.
L'échec du barrage a probablement rendu les ingénieurs égyptiens réticents à en construire un autre pendant près de huit siècles.
Une autre indication que le barrage a pu être diminué en raison d'une inondation, ou d'un débordement, est que le barrage lui-même, ne contenait pas de grandes quantités de limon, ce qui implique que le barrage n'a pas duré assez longtemps pour que la rivière y laisse une empreinte résiduelle évidente.

## Lien web
- Sadd al-Kafara : le plus vieux barrage du monde en danger !